# Strongili

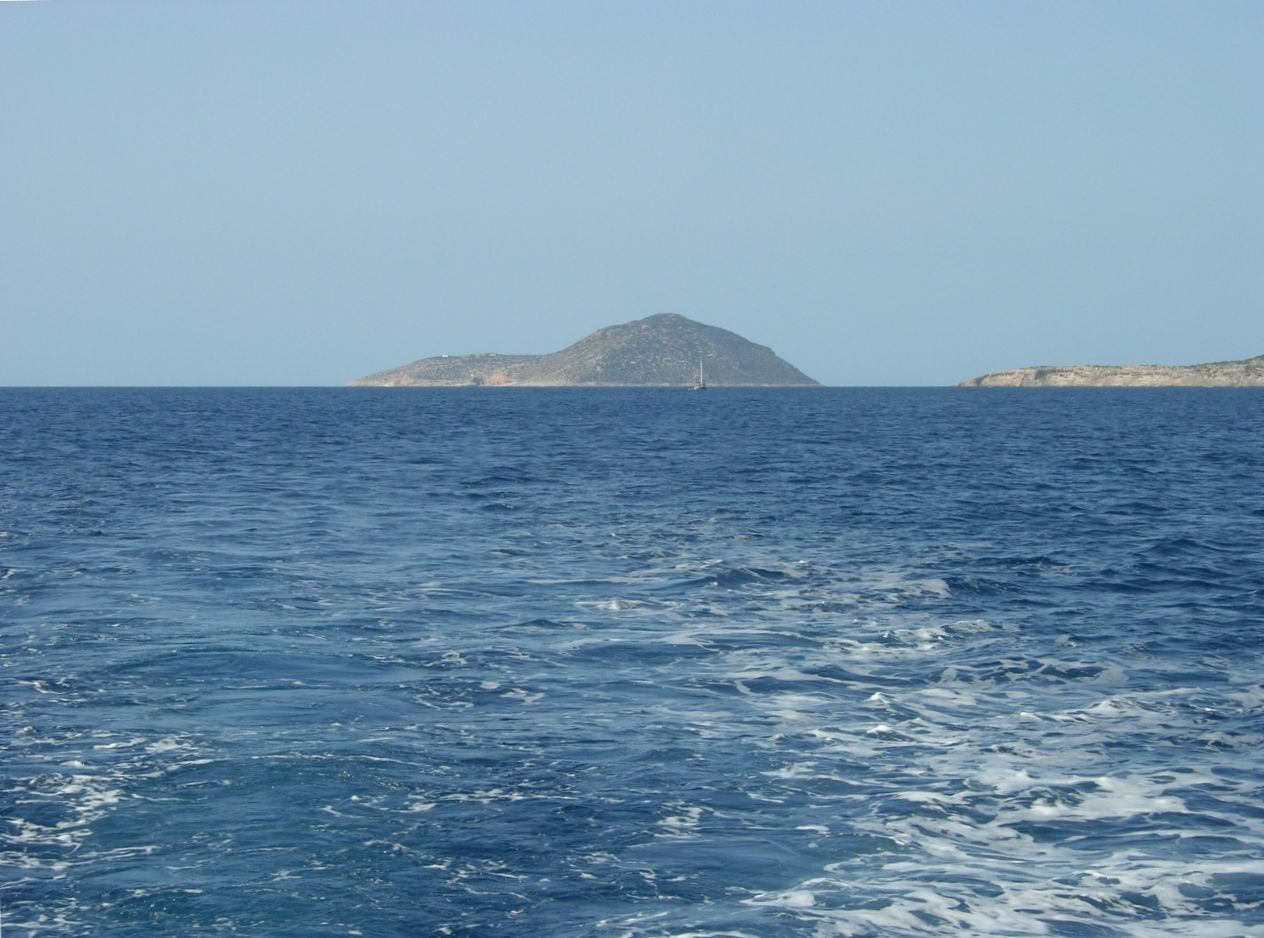
L'isola vista da nordest

Strongili (in greco Στρογγυλή Μεγίστης?, Strongylí Megístis), chiamato anche Ipsilí, è un isolotto greco situato nel Mediterraneo orientale (più precisamente nel Mar di Levante) a circa cinque miglia nautiche a sudest dell'isola di Castelrosso. Fa parte dell'unità amministrativa dell'Egeo Meridionale e del comune di Megisti. Strongili è lunga circa 1,5 km, larga al massimo 700 m, e copre una superficie di circa 0,9 km². È piuttosto piatta e coperta di macchia mediterranea.
Strongili è il territorio greco situato più a est e, sino all'entrata di Cipro (da cui dista 141 miglia nautiche) nel 2004, è stato il territorio più orientale dell'Unione Europea (escludendo Mayotte e La Réunion).
L'isola è disabitata anche se al censimento greco del 2001 risultava abitata da 9 persone.
Nel 2014 sull'isola è stata eretta una chiesetta dedicata a San Nicola.
Strongili è stata acquistata nel luglio 2015 dall'attore statunitense Johnny Depp per 4,2 milioni di euro.
Il nome turco dell'isola è Çam Adası (in italiano: "isola del Pino").

## Il faro
Strongili possiede un faro situato sul lato sud dell'isola, il quale ha la caratteristica di essere a sua volta l'edificio più orientale della Grecia. Il faro venne costruito nel 1910 dai francesi per il governo ottomano: esso ha un'altezza di 6,6 metri, una portata luminosa di 17 miglia nautiche e una elevazione di 85 m. All'inizio il faro funzionava a olio leggero e aveva una portata di 20 miglia nautiche: dal 1987 esso funziona automaticamente a energia solare. Il faro è sempre sorvegliato da una squadra che ruota ogni 15 giorni. Esso emette un fascio di luce bianca ogni 5 secondi secondo le seguenti caratteristiche: luminosità 0.1 sec + oscurità 4.9 sec.
Dal novembre 2014 il faro è collegato all'approdo da una teleferica, la quale è operata dall'esercito. Essa costituisce il primo impianto a fune costruito nel Dodecaneso.